# 1ª edizione dei Critics' Choice Awards
La 1ª edizione dei Critics' Choice Awards si è tenuta il 22 gennaio 1996, premiando le migliori produzioni cinematografiche del 1995.

## Cinema

### Miglior film
- Ragione e sentimento (Sense and Sensibility), regia di Ang Lee
- Apollo 13, regia di Ron Howard

### Miglior attore
- Kevin Bacon – L'isola dell'ingiustizia - Alcatraz (Murder in the First)
- Nicolas Cage – Via da Las Vegas (Leaving Las Vegas)

### Miglior attrice
- Nicole Kidman – Da morire (To Die For)
- Emma Thompson – Ragione e sentimento (Sense and Sensibility) e Carrington

### Miglior attore non protagonista
- Ed Harris – Apollo 13, La giusta causa (Just Cause) e Gli intrighi del potere - Nixon (Nixon)
- Kevin Spacey – Il prezzo di Hollywood (Swimming with Sharks), Seven, I soliti sospetti (The Usual Suspects) e Virus letale (Outbreak)

### Miglior attrice non protagonista
- Mira Sorvino – La dea dell'amore (Mighty Aphrodite)

### Miglior regista
- Mel Gibson – Braveheart - Cuore impavido (Braveheart)
- Ron Howard – Apollo 13

### Migliore sceneggiatura
- Emma Thompson – Ragione e sentimento (Sense and Sensibility)

### Miglior film per famiglie
- Babe - Maialino coraggioso (Babe), regia di Chris Noonan

### Miglior film straniero
- Il postino, regia di Michael Radford • Italia

### Miglior film documentario
- Crumb, regia di Terry Zwigoff